# La búsqueda del Pájaro del Tiempo
La búsqueda del Pájaro del Tiempo (La Quête de l'oiseau du temps, en el original) es una serie de historietas francesa de temática fantástica escrita por Serge Le Tendre, dibujada por Régis Loisel y publicada por Dargaud desde 1983.

## Argumento
El mundo de Akbar está en peligro: Ramor, el dios maldito, está a punto de ser liberado. La hechicera Mara ha hallado, sin embargo, la manera de impedir la resurrección del dios, devolviéndolo otra vez a prisión. Necesita para ello al legendario Pájaro del Tiempo, un animal mítico capaz de controlar el flujo temporal, así que encarga a su hija Pelisse que contacte con su antiguo amor, Bragon, antaño un terrible guerrero.

## Trayectoria editorial
- Relato original
  - Volumen 1: La concha de Ramor (La Conque de Ramor, 1983)[1]
  - Volumen 2: El templo del olvido (Le Temple de l'oubli, 1984)[2]
  - Volumen 3: El maestro (Le Rige, 1985)[3] - Premio «Lucien» en el Festival de Angulema al año siguiente.
  - Volumen 4: El huevo de las tinieblas (L'Œuf des ténèbres, 1987)[4]

- Segundo ciclo (precuela)
  - Volumen 5: El amigo Javin (L'Ami Javin, 1998), publicado en rústica por Norma Editorial el 04/1999[5]
  - Volumen 6: El libro mágico de los dioses (Le Grimoire des Dieux, 2007), 03/2010[6]
  - Volumen 7: La pista de Rige, 2010, publicado por Norma Editorial el 03/2011.[7]
  - Volumen 8: El caballero Bragon (Le chevalier Bragon, 2013), publicado por Norma Editorial el 01/2015.[8]
  - Volumen 9 y 10: El influjo / Kryll, publicado por Norma Editorial.

En España, la saga inicial fue publicada por Norma Editorial en la Colección Cimoc Extra Color, concretamente en sus números 17, 25, 35, 48 y 161.
Norma Editorial editó una versión integral en cartoné y una estuche con los volúmenes 1 a 5.

## Valoración
En palabras de Ricardo Aguilera y Lorenzo Díaz, «el tratamiento de los personajes, su humor y picardía y la creación de un entorno propio impide toda semejanza con la obra eternamente plagiada de Tolkien, estimulando la imaginación de los lectores».